# Carter County (Tennessee)
Carter County ist ein County im Bundesstaat Tennessee der Vereinigten Staaten. Das U.S. Census Bureau hat bei der Volkszählung 2020 eine Einwohnerzahl von 56.356 ermittelt. Der Verwaltungssitz (County Seat) ist Elizabethton.

## Geographie
Das County liegt fast im äußersten Nordosten von Tennessee, grenzt im Osten an North Carolina, ist im Norden etwa 30 km von Virginia entfernt und hat eine Fläche von 900 Quadratkilometern, wovon 17 Quadratkilometer Wasserfläche sind. Es grenzt im Uhrzeigersinn an folgende Countys: Sullivan County, Johnson County, Avery County (North Carolina), Mitchell County (North Carolina), Unicoi County und Washington County.

## Geschichte
Carter County wurde am 9. April 1796 aus Teilen des Washington County gebildet. Benannt wurde es nach Landon Carter, einem Offizier im Amerikanischen Unabhängigkeitskrieg und Politiker von Tennessee.

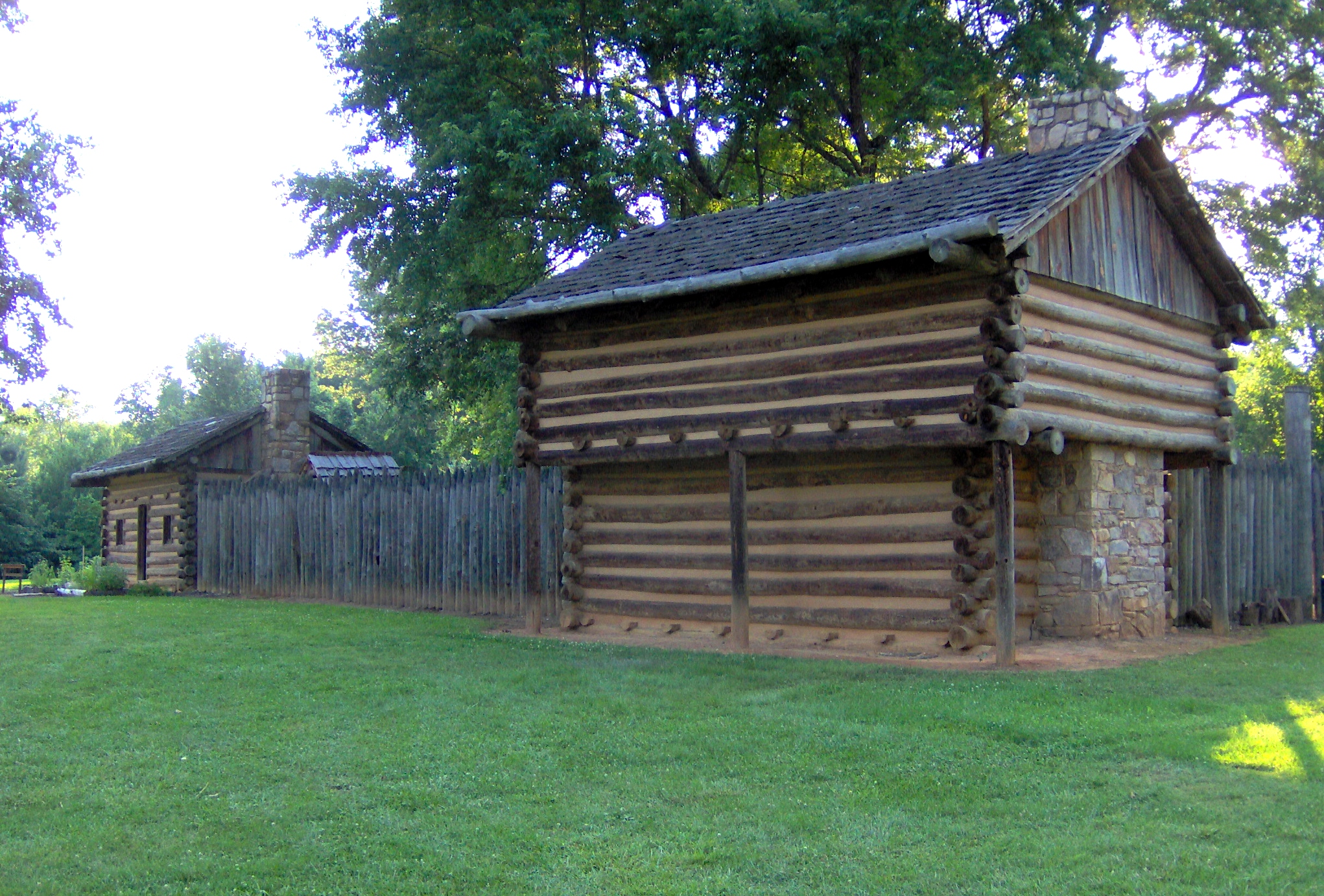
Fort Watauga im Sycamore Shoals State Historic Park (2009)

Ein Ort im County hat den Status einer National Historic Landmark, die Sycamore Shoals. Zwölf Bauwerke und Stätten des Countys sind im National Register of Historic Places (NRHP) eingetragen (Stand 10. August 2018).

## Demografische Daten

Alterspyramide Carter County aus dem Jahre 2000

Nach der Volkszählung im Jahr 2000 lebten im Carter County 56.742 Menschen in 23.486 Haushalten und 16.346 Familien. Die Bevölkerungsdichte betrug 64 Einwohner pro Quadratkilometer. Ethnisch betrachtet setzte sich die Bevölkerung zusammen aus 97,49 Prozent Weißen, 1,00 Prozent Afroamerikanern, 0,20 Prozent amerikanischen Ureinwohnern, 0,26 Prozent Asiaten, 0,01 Prozent Bewohnern aus dem pazifischen Inselraum und 0,27 Prozent aus anderen ethnischen Gruppen; 0,78 Prozent stammten von zwei oder mehr Ethnien ab. 0,89 Prozent der Bevölkerung waren spanischer oder lateinamerikanischer Abstammung.
Von den 23.486 Haushalten hatten 28,5 Prozent Kinder und Jugendliche unter 18 Jahre, die bei ihnen lebten. 54,9 Prozent waren verheiratete, zusammenlebende Paare, 11,0 Prozent waren allein erziehende Mütter und 30,4 Prozent waren keine Familien. 26,5 Prozent waren Singlehaushalte und in 11,0 Prozent lebten Personen im Alter von 65 Jahren oder darüber. Die Durchschnittshaushaltsgröße betrug 2,35 und die durchschnittliche Haushaltsgröße betrug 2,83 Personen.
21,4 Prozent der Bevölkerung waren unter 18 Jahre alt, 9,2 Prozent zwischen 18 und 24, 29,0 Prozent zwischen 25 und 44, 25,4 Prozent zwischen 45 und 64 und 15,0 Prozent waren älter als 65. Das Durchschnittsalter betrug 38 Jahre. Auf 100 weibliche Personen kamen statistisch 94,5 männliche Personen und auf 100 Frauen im Alter von 18 Jahren und darüber kamen 91,6 Männer.
Das jährliche Durchschnittseinkommen eines Haushalts betrug 27.371 USD, das Durchschnittseinkommen der Familien betrug 33.825 USD. Männer hatten ein Durchschnittseinkommen von 26.394 USD, Frauen 19.687 USD. Das Prokopfeinkommen betrug 14.678 USD. 12,8 Prozent der Familien und 16,9 Prozent der Einwohner lebten unterhalb der Armutsgrenze.